# Tessa Blumenberg
Tessa Blumenberg (* 19. Januar 2005 in Borsum) ist eine deutsche Fußballspielerin. Sie ist Mittelfeldspielerin beim SC Freiburg und Juniorennationalspielerin.

## Karriere

### Vereine
Blumenberg begann im Alter von 14 Jahren in der Jugendabteilung des VfL Wolfsburg. Zur Saison 2021/22 rückte sie in die zweite Mannschaft auf, für die sie bis zum Saisonende 2023/24 53 Punktspiele in der 2. Bundesliga bestritt und 13 Tore erzielte. Ihr Debüt im Seniorinnenbereich zum Saisonstart am 15. August 2021 bei der 1:2-Niederlage im Heimspiel gegen RB Leipzig krönte sie sogleich mit ihrem ersten Tor, dem Treffer zum 1:1 in der 50. Minute. Ihr Debüt für die erste Mannschaft gab sie am 19. April 2023 (18. Spieltag) beim 3:0-Sieg im Auswärtsspiel gegen den MSV Duisburg; es war zugleich ihr Debüt in der Bundesliga.
Am 15. August 2024 gab der SC Freiburg ihre Verpflichtung bekannt. Beim 3:2-Auswärtssieg in Hoffenheim am 16. September 2024 erzielte sie mit dem zwischenzeitlichen 2:1 ihr erstes Bundesligator.

### Nationalmannschaft
Blumenberg nahm mit der U17-Nationalmannschaft an der Europameisterschaft 2022 in Bosnien-Herzegowina teil. Im Turnier, dass sie mit ihrer Mannschaft als Europameister beendete, wurde sie in allen drei Spielen der Gruppe A eingesetzt. Auch mit der U19-Nationalmannschaft bestritt sie das Turnier um die Europameisterschaft 2024; in Litauen wurde sie im zweiten und dritten Spiel der Gruppe B zwei Vorrundenpartien eingesetzt.

## Erfolge
- U17-Europameister 2022